# Cine serial

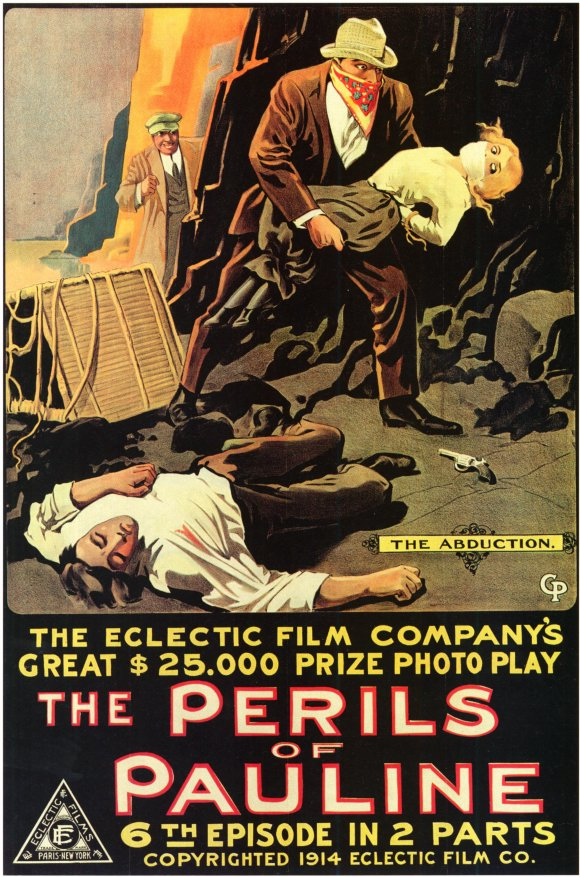
Póster del serial The Perils of Pauline (1914)

El cine serial o el serial cinematográfico fue un formato para películas, heredero del folletín decimonónico, que tuvo su época de mayor auge entre 1935 y 1945, si bien en época del cine mudo ya existía. El serial no debe ser confundido con la serie, en la que varias películas comparten personajes, escenarios y situaciones comunes, pero no son necesariamente continuación unas de otras.

## Contexto
En los cines de la época la programación era notablemente sustanciosa para el espectador americano. Solía estar compuesta por una película de serie A, debida a las grandes productoras, así como una película de serie B, cuya duración se centraba entre hora y hora y media; también se acompañaban otros alicientes como los noticiarios, cortos de dibujos animados y el serial. 

## Características
El serial es el antecedente de lo que hoy día se conoce como series de televisión, aunque con una estructura muy concreta: solían constar de doce a quince episodios, cada uno de ellos de unos quince o veinte minutos de duración; cada uno de esos episodios finalizaba con un cliffhanger, palabra inglesa que significa "precipicio", pues muchas veces el héroe acababa pendiendo de uno de ellos, o quedaba supeditado a cualquier peligro en apariencia insalvable, del que, indefectiblemente, se salvaba -a veces de un modo tramposo para con el espectador- en el capítulo próximo, la semana siguiente.
En España, sin embargo -también ocasionalmente en otros países, como Francia- los episodios se recopilaban, según la duración total, en tandas de dos o tres "jornadas", haciendo películas de duración media como de un complemento de serie B. Así, uno de los seriales más famosos, Los tambores de Fu-Manchú (Drums of Fu Manchu, 1940), se ofreció en tres jornadas, Fu-Manchú ataca, La venganza del Si-Fan y La derrota de Fu-Manchú. También, en ocasiones, se estrenaban en España las versiones condensadas en formato de una sola película de poco más de una hora. En Sudamérica no sucedía esto, exhibiéndose las seriales como en Norteamérica.

## Historia

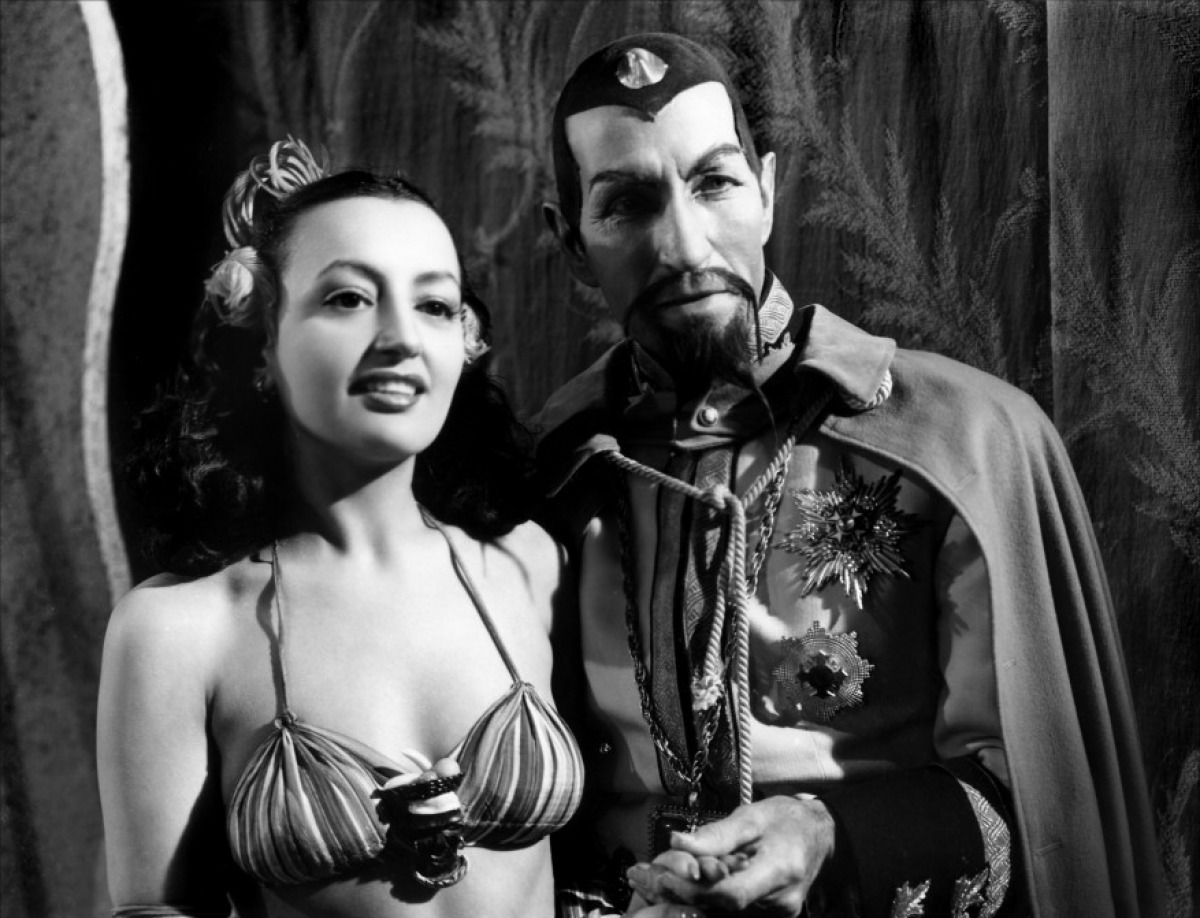
Fotograma de Flash Gordon Conquers the Universe, 1940.

En época del cine mudo ya existía: What Happened To Mary, de 1912, producido por la Edison, parece ser el primer serial de la historia, y el formato perviviría hasta mediados los 50, con Overland the Trail (1956), de la Columbia, que fue el último serial. Pese a que en Francia, durante la época del mudo, hubo una gran profusión de seriales, algunos inclusive prestigiosos, como el celebérrimo Los vampiros (Les vampires, 1915), de Louis Feuillade, será en Estados Unidos donde tenga mayor éxito.
La Republic Pictures Corporation fue la productora más importante dentro del campo del serial. Su primera entrega en este formato fue Darkest Africa, en 1936, y la última King of the Carnival, en 1955. Sus más famosos seriales fueron, amén del citado de Fu-Manchú -todo un fenómeno en la España del momento-, el de Dick Tracy (1937), El misterioso Dr. Satán (Mysterious Doctor Satan), del mismo 1940, Las aventuras del Capitán Maravilla (Adventures of Captain Marvel, 1941) o Los peligros de Nyoka (Perils of Nyoka, 1942).